# هاکون هفتم
هاکون هفتم (۳ اوت ۱۸۷۲ - ۲۱ سپتامبر ۱۹۵۷) پادشاه نروژ بین سال‌های ۱۹۰۵ تا ۱۹۵۷ بود.